# Mesterdetektiven Blomkvist
Mesterdetektiven Blomkvist er en bog af den svenske forfatter Astrid Lindgren. Bogen er en i en serie af bøger, hvori hovedpersonen Kalle Blomkvist sammen med nogle venner hjælper politiet med at opklare kriminalsager.
| Bog | Spire Denne artikel om bøger og tidsskrifter er en spire som bør udbygges. Du er velkommen til at hjælpe Wikipedia ved at udvide den. |